# Centralna Szkoła Strzelnicza
Centralna Szkoła Strzelnicza (CSS) – szkoła Wojska Polskiego.

## Historia szkoły
1 sierpnia 1922 Minister Spraw Wojskowych generał dywizji Kazimierz Sosnkowski na wniosek szefa Departamentu I z 4 kwietnia tego polecił mu „przeprowadzić z dniem 15 września 1922 połączenie Głównej Szkoły Strzelniczej w Toruniu i Centralnej Szkoły KM i Broni Specjalnej w Chełmnie na następujących zasadach”: połączone szkoły otrzymały nazwę „Centralna Szkoła Strzelnicza”, miejsce postoju CSS po połączeniu – Toruń, etat miał być zatwierdzony oddzielnie, Centralna Szkoła KM i Broni Specjalnej w Chełmnie miała być przeniesiona do Torunia przed 15 września, szef Departamentu miał przedstawić ministrowi do zatwierdzenia Statut i Regulamin Wewnętrzny oraz Program Wyszkolenia w Centralnej Szkole Strzelniczej w Toruniu, miesiące zimowe miały być przeznaczone na ukończenie organizacji szkoły, do 1 lutego 1923 miał być skompletowany przewidziany etatem personel instruktorski.
22 sierpnia 1922 Minister Spraw Wojskowych zatwierdził „obsadę osobową na kierowniczych stanowiskach w Centralnej Szkole Strzelniczej w Toruniu”:
- komendant szkoły – płk piech. Stanisław Martini, dotychczasowy komendant Głównej Szkoły Strzelniczej Armii w Toruniu,
- dyrektor nauk – kpt. piech. Tadeusz Felsztyn ze Szkoły Podchorążych w Warszawie,
- dowódca oddziałów szkolnych – ppłk piech. Józef Kwaciszewski, dotychczasowy komendant Centralnej Szkoły KM i Broni Specjalnej w Chełmnie,
- dowódca oddziałów oficerskich – mjr piech. Antoni Staich z C. Sz. KM i Br. Spec.,
- dowódca oddziałów podoficerskich (baonu) – kpt. piech. Franciszek Matuszczak z 25 pp,
- kierownik działu doświadczalnego – wakat,
- gospodarz szkoły – kpt. piech. Jerzy Akatoff z C. Sz. KM i Br. Spec.[2].

10 kwietnia 1923 został ogłoszony „Tymczasowy Statut Centralnej Szkoły Strzelniczej”. W statucie określono cele szkoły:
- wyszkolenie oficerów na kierowników i instruktorów wyszkolenia strzeleckiego i nauki o wszystkich broniach piechoty oraz podoficerów na ich pomocników, jak też podniesienie osobistej sprawności i umiejętności oficerów i podoficerów w tych dziedzinach do możliwie najwyższego poziomu
- wypróbowanie, ustalenie i wprowadzenie w życie metod wyszkolenia najlepiej odpowiadających celom wyszkolenia wskazanym przez MSWojsk. oraz rozszerzenie tych metod w wojsku,
- doskonalenie metod wyszkolenia,
- popieranie rozwoju strzelectwa w wojsku oraz podniesienie wszelkimi środkami zamiłowania do tej gałęzi wyszkolenia,
- przeprowadzenie badań i doświadczeń w zakresie uzbrojenia piechoty, tak istniejącego obecnie, jak i nowego, i to zarówno z punktu widzenia technicznego, a w szczególności z punktu widzenia jego zastosowania na polu walki (w tym zakresie CSS było miarodajnym organem opiniodawczym w sprawach uzbrojenia piechoty),
- śledzenie postępów uzbrojenia i wyszkolenia strzeleckiego w kraju i zagranicą, celem informowania o nich MSWojsk., szkół oraz oddziałów,
- szkolenie oficerów, specjalnie w tym celu skierowanych („komenderowanych”) na fachowców w sprawach uzbrojenia piechoty poprzez pogłębienie ich wiadomości w tej dziedzinie oraz zapoznawanie ich z metodami badania i oceny broni oraz ogólnymi warunkami jej wyrobu[3].

Absolwenci otrzymywali świadectwa ukończenia kursu. 
25 czerwca 1924 w szkole zostało przeprowadzone pierwsze w Polsce strzelanie przeciwlotnicze do celu rzeczywistego. Rękaw ciągniony był na 300 m linie za samolotem pilotowanym przez sierż. Jana Krajewskiego z 4 Pułku Lotniczego (obserwatorem był por. Jan II Wajda). Cel zwalczały obsługi karabinów maszynowych.
4 lutego 1925 ogłoszono przesunięcia oficerów na stanowiska:
- mjr. piech. Tadeusza Felsztyna ze stanowiska dyrektora nauk na stanowisko kierownika Działu Doświadczalnego,
- mjr. piech. Franciszka Matuszczaka ze stanowiska dowódcy baonu podoficerów na stanowisko dyrektora nauk,
- mjr. piech. Eugeniusza Bałutina ze stanowiska dowódcy oddziałów oficerskich na stanowisko dowódcy baonu podoficerów,
- mjr. piech. Walentego Nowaka ze stanowiska dowódcy kompanii na stanowisko dowódcy oddziałów oficerskich,
- por. piech. Franciszka Wilkonia na stanowisko instruktora[6].

W 1931 w wyniku połączenia Centralnej Szkoły Strzelniczej z Doświadczalnym Centrum Wyszkolenia zostało utworzone Centrum Wyszkolenia Piechoty w Rembertowie. Ostateczne rozwiązanie szkoły nastąpiło wiosną 1932.

## Kadra szkoły
Komendanci
- płk piech. Stanisław Martini (od 22 VIII 1922)
- ppłk dypl. piech. Antoni Staich (14 II 1929 – 23 III 1932[8])

Dyrektorzy nauk
- kpt. / mjr piech. Tadeusz Felsztyn (22 VIII 1922 – 4 II 1925)
- mjr piech. Franciszek Matuszczak (II 1925 – III 1929)
- Bronisław Laliczyński (do 30 I 1930)
- ppłk piech. Józef Pecka (do 23 III 1932[8])

Oficerowie
- kpt. piech. Józef Kramczyński